# Podosphaeraster gustavei
Podosphaeraster gustavei is een zeester uit de familie Podosphaerasteridae.
De wetenschappelijke naam van de soort werd in 1985 gepubliceerd door Francis Rowe.